# Les Siffleurs
Pour les articles homonymes, voir Les Siffleurs (homonymie).
Les Siffleurs (en russe : Свистуны ; Svistouny) est une nouvelle d’Anton Tchekhov, parue en 1885.

## Historique
Les Siffleurs est initialement publié dans la revue russe Les Éclats, no 34, du 24 août 1885, sous le pseudonyme A.Tchekhonte. Aussi traduit en français sous le titre Parasites.

## Résumé
Alexis Vosmerkine fait visiter son domaine à son jeune frère tout juste sorti licencié de l’université. Fier de lui, il montre la forge, le bain, puis il entre dans le logement des domestiques qui sont en train de manger la soupe. Il lui vante les qualités physiques et morales du paysan russe, supérieures à ses yeux aux Allemands et Français. D’ailleurs, il apprend tellement à leur contact ! Il prend l’exemple de Philippe le pâtre, une force de la nature, puis d’Eudoxie la vachère qui n’est pas une allumette comme les filles de Saint-Pétersbourg, mais l'incarnation de la nature selon lui. Enfin, Aimée la chanteuse entame une chanson populaire avec les autres domestiques.
Son frère, qui a allumé un cigare pour chasser les odeurs dans la masure, note les paroles de la chanson d’Aimée. 
Les deux frères s’en vont déjeuner en discutant du sens du mot intellectuel. À la fin du repas, ils ordonnent aux domestiques de chanter et danser devant eux.

## Édition française
- Parasites, dans Œuvres de A. Tchekhov 1885, traduit par Madeleine Durand et Édouard Parayre, Les Éditeurs Français Réunis, 1955, numéro d’éditeur 431.